# Dorothy Riddle
Dorothy Riddle es una psicóloga estadounidense y canadiense, feminista, especialista en desarrollo económico. Es conocida por ser la autora de la Escala Riddle, que mide el grado al que una persona es o no homofóbica, y también se la conoce por sus trabajos publicados sobre estudios de la mujer, homofobia y metafísica.

## Biografía

### Primeros años
Dorothy Irene Riddle nació el 12 de enero de 1944 en Chicago , Estados Unidos.
Con el establecimiento de la República Popular China el 1 de octubre de 1949, los extranjeros se vieron obligados a abandonar el país y la familia se trasladó a la India en calidad de refugiados. Su experiencia  desde muy temprana edad con la pobreza y los problemas sociales en China e India, llegaron a influir mucho en  sus investigaciones y en su carrera profesional en los siguientes años .

### Educación
Riddle comenzó la escuela en 1950 en Woodstock School , un internado en Mussoorie , Uttarakhand, India, donde su abuelo, Allen Parker, había sido director. Se graduó como la mejor estudiante de su clase en 1960 y se mudó a Estados Unidos para asistir a la universidad.
Riddle estudió psicología y filosofía en la Universidad de Colorado y se graduó de la licenciatura summa cum laude. Recibió un doctorado en psicología clínica con especialización en estadística y metodología de la investigación, de la Universidad de Duke, en 1968 y una mención en las industrias de servicios de la Universidad de Arizona en 1981.

### Vida profesional
La carrera profesional de Dorothy Riddle se ha concentrado en temas de feminismo y estudios de mujeres, la homosexualidad y la homofobia, y en los servicios y el desarrollo económico, centrándose en las iniciativas que apoyan a los grupos desfavorecidos y las economías. También ha escrito extensamente sobre la metafísica y la espiritualidad.

#### Estudios de la Mujer
Después de recibir su doctorado en 1968, Riddle tuvo dificultades para encontrar trabajo en el ámbito académico, ya que muchas universidades en el momento no estaban acostumbradas a contratar mujeres profesoras. Siendo testigo de la injusticia, Riddle se convirtió en una apasionada de las cuestiones feministas. Se convirtió en miembro fundador de la Asociación de Mujeres en Psicología, y presentó un análisis feminista en el seminario 'Psicología de Asuntos Sociales' del colegio de William y Mary, donde fue contratada como profesora adjunta de Psicología. Ella viajaba con frecuencia a Washington, D.C. para cabildear para la Enmienda de Igualdad de Derechos en contra de la discriminación basada en el sexo o el género de una persona, y presionó a la Asociación Americana de Psicología para que abordara completamente cuestiones sobre las mujeres, actuando como portavoz de la Asociación de Mujeres en Psicología.
A principios de la década de 1970, Riddle hablaba y escribía sobre la salud de la mujer, la sexualidad y los roles sexuales, y daba cursos sobre estos temas. En 1971, lanzó el primer programa que otorgaba en estudios sobre la mujer en el Richmond College (ahora la Universidad de Staten Island, City University de Nueva York ( CUNY ) y fue nombrada al primer comité de acción afirmativa CUNY. Ella cofundó un servicio de orientación feminista (Alternativas para las mujeres) en 1973, en Tucson, Arizona en la que concibió el modelo de empoderamiento que se utiliza en la terapia feminista, e introdujo el uso de análisis político en la psicoterapia.
En la década de 1990, Riddle comenzó a abogar por las mujeres propietarias de negocios y ayudó a organizar las primeras misiones comerciales entre Canadá y los EE. UU. para las propietarias de negocios. Actualmente es investigadora asociada en la Universidad de British Columbia y su Centro de estudios de la Mujer y de Género, donde se sigue centrando en los servicios a las empresarias de negocios.

#### Estudios sobre la homofobia
En 1974, Dorothy Riddle fue nombrada miembro del Grupo de Trabajo de la Asociación Americana de Psicología en el Estatuto de Lesbianas y Gais Psicólogos, lo que llevó al comunicado oficial de la APA (por sus siglas en inglés) en el año 1975 que la homosexualidad no es un trastorno mental, y su condena de las terapias de conversión para cambiar la orientación sexual de una persona de homosexual a heterosexual. La posición de la APA allanó el camino para el cambio oficial en el estado de la homosexualidad de un trastorno psiquiátrico a un estilo de vida.
Paralelamente a su trabajo en el Grupo de Trabajo de la Asociación Americana de Psicología en el Estatuto de Lesbianas y Gais Psicólogos, Riddle desarrolló una escala para medir la homofobia, mientras era profesora en el Departamento de Psicología de la Universidad de Arizona. La herramienta llegó a ser conocida como la Escala de Homofobia Riddle y fue adoptada por muchas organizaciones con una formación en contra de la discriminación y para la medición de los cambios en una serie de diferentes actitudes sociales.
Riddle mostró en sus estudios que las lesbianas, gais y bisexuales tienen el potencial de ser modelos positivos en roles de género no tradicionales, en las relaciones individuales y en la diversidad individual. Investigó los efectos psicológicos de la auto-imagen negativa causada por la estigmatización de la homosexualidad en la sociedad y la falta de sistemas de apoyo entre personas del mismo sexo, y argumentó que las pacientes lesbianas necesitan psicoterapeutas lesbianas libres de prejuicios heterosexuales para una mejor comprensión de sus problemas.

#### Servicios
En 1981, Riddle se unió a la facultad de la Escuela Americana de Gestión Internacional en Glendale, Arizona, donde desarrolló los primeros cursos sobre servicios de comercio internacional y la gestión de los servicios internacionales.
En 1986, publicó Service-Led Growth: The Role of the Service Sector in World Development, un análisis de los sectores de servicios de 81 países en cuatro niveles de desarrollo. Fue el primer gran estudio en centrarse en el papel fundamental del sector de los servicios en el desarrollo económico y ha sido ampliamente reconocido por ello.
Durante los años siguientes, trabajó en 85 países, sirviendo en los comités consultores para ministerios de comercio y desarrollo económico y ayudando a los gobiernos en la formulación, implementación y evaluación de políticas para aprovechar a las industrias de servicios para impulsar el crecimiento económico.
En 1996, Riddle se convirtió en la primera canadiense designada por el primer ministro para la Cooperación Económica Asia Pacífico (APEC por sus siglas en inglés) del Consejo Consultivo Empresarial (ABAC por sus siglas en inglés) y co-presidió ABAC ese año.
Para ayudar al sector de los servicios, desarrolló diversas herramientas de evaluación para la preparación de exportaciones, preparación e-business y la competitividad empresarial, y codesarrolló la Escala de preparación de empleabilidad de acuerdo con sus otras investigaciones psicométricas.

### Vida personal
En 1993, Riddle emigró a Canadá.

## Reconocimiento
Riddle aparece en el Quién es Quién de las mujeres estadounidenses, en el Quién es Quién de las mujeres en el mundo y la International Quién es Quién de los profesionales.